# Tebuconazool
Tebuconazool is een fungicide dat gebruikt wordt in de land- en tuinbouw en in de houtbescherming. Het behoort tot de chemische groep der triazolen, samen met onder andere propiconazool, bromuconazool en metconazool. Het was oorspronkelijk een product van Bayer CropScience (merknamen onder andere Elite en Folicur), maar het octrooi is vervallen en er zijn nu ook andere producenten die producten met tebuconazool aanbieden.

## Toepassingen
In land- en tuinbouw wordt tebuconazool gebruikt bij de teelt van groenten, granen, bomen, graszaden en sierplanten tegen onder meer echte meeldauw, roesten, bladvlekkenziekte, alternaria en monilinia. Merknamen zijn onder andere Horizon, Riza, Rosacur, Folicur, Inter Tebuconazool en Tebustar.
Daarnaast wordt het aangewend als biocide bij de houtverduurzaming. Tebuconazool komt voor in producten voor professioneel gebruik (onderdompelen, spuiten, vacuüm) en thuisgebruik (aanbrengen met borstel). De producten bestaan zowel op oplosmiddel- als op waterbasis. Het wordt afgeraden om ze binnenshuis te gebruiken. Men moet ook maatregelen nemen om verontreiniging van bodem en water door pas behandeld hout te vermijden.

## Regelgeving
In de meeste lidstaten van de Europese Unie was tebuconazool toegelaten voor gewasbescherming als bestaande stof in afwachting van een eventuele opname in bijlage I bij de Europese pesticidenrichtlijn 91/414/EEG. Dit is gebeurd op 19 december 2008. De geldigheidsperiode loopt van 1 september 2009 tot 31 augustus 2019.
In de Europese Unie is tebuconazool toegelaten als biocide bij de houtverduurzaming (producttype 8): het is opgenomen in bijlage I bij richtlijn 98/8/EG voor een periode tot 31 maart 2020.

## Toxicologie en veiligheid
Tebuconazool heeft een vrij lage acute toxiciteit. In dierproeven is tebuconazool niet genotoxisch gebleken. Bij muizen en ratten zijn tumoren vastgesteld bij toediening van hoge doses tebuconazool, maar die bleken niet relevant te zijn voor de mens. De Europese Unie beschouwt tebuconazool niet als carcinogeen; het Amerikaanse Environmental Protection Agency daarentegen als mogelijk carcinogeen.
In proeven op verschillende diersoorten is gebleken dat tebuconazool effecten heeft op de foetus. De stof is daarom in de Europese Unie ingedeeld als mogelijk gevaarlijk voor beschadiging van het ongeboren kind. Tebuconazool is stabiel ten opzichte van hydrolyse en breekt vrij langzaam af in het milieu. De stof is matig toxisch voor waterorganismen, vooral algen.
De aanvaardbare dagelijkse inname is vastgesteld op 0,03 mg/kg lichaamsgewicht per dag.